# Стативчине
Стати́вчине — село в Україні, у Білокуракинській селищній громаді Сватівського району Луганської області. Площа села становить 80 га.

## Історія
У роки німецько-радянської війни село було окуповане німецько-італійськими військами з червня 1942 по січень 1943 року. Під час Острогозько-Россошанської наступальної операції частинам Південно-Західного фронту Червоної армії була поставлена задача вийти 18 січня 1943 року на лінію Шахове — Нагольна — Дем'янівка — Грицаївка — Гайдуківка. 22 січня 1943 року бійці 388 полку 172 стрілецької дивізії зайняли хутір.

## Населення
Населення становить 104 особи, 45 дворів.

## Вулиці
У селі існують вулиці: Молодіжна та Садова.

## Економіка
На розпайованих землях колишнього колгоспу утворилось фермерське господарство «Промінь» Лукавенка Володимира Дмитровича.

## Транспорт
Село розташоване за 25 км автошляхом від районного центру та за 25 км від залізничної станції Білокуракине, що на лінії Валуйки — Кіндрашівська-Нова. Відстань до обласного центру (Луганськ) — 157 км.